# SliTaz
SliTaz GNU/Linux (Simple Light Incredible Temporary Autonomous Zone) è una distribuzione Linux, nata nel 2006 a opera di Christophe Lincoln. Questo sistema operativo ha un filesystem di circa 100 MB, e l'immagine ISO per l'installazione occupa circa 30 MB. Queste caratteristiche lo rendono utilizzabile per hardware datato, oppure come Live CD di backup.
Infatti, Slitaz si presenta come un ambiente minimale, ma completo.
Durante il boot, il sistema operativo viene decompresso in RAM, occupando circa 80 MiB, e da quel momento viene eseguito completamente in essa. Questa soluzione, adottata anche da altre distribuzioni minimali come Damn Small Linux o Puppy Linux, permette di ottenere un sistema reattivo anche su hardware obsoleto e poco prestazionale. Slitaz dispone inoltre di un'apposita opzione di boot (slitaz-loram) che gli permette di avviarsi anche con computer con appena 64 MiB di RAM.

La distribuzione include anche un gestore di pacchetti, tazpkg, per installare altri programmi.

## Caratteristiche
SliTaz usa il gestore di finestre Openbox. È possibile installare pacchetti aggiuntivi attraverso il gestore pacchetti tazpkg. Nonostante il formato pacchetto predefinito sia tazpkg, Slitaz, può gestire pacchetti .deb dopo la loro conversione attraverso tazpkg convert.
SliTaz non offre persistenza in modo predefinito ma può essere attivata dall'utente qualora lo desideri. In tal senso diventa importante la scelta del filesystem/bootloader: la persistenza è disponibile solo con i filesystem ext2 ed ext3 e attraverso il boot loader syslinux o extlinux.
Tra gli strumenti messi a disposizione ricordiamo lo strumento TazLiTo (SliTaz Live Tool) attraverso il quale gli utenti possono creare il proprio Live CD partendo dal sistema in uso oppure fornendo ad esso una lista di pacchetti da includere nel sistema live da generare.
SliTaz mette poi a disposizione il pannello Tazpanel  che consente di amministrare il sistema attraverso una semplice interfaccia web.

## Applicazioni
- Server Web lighttpd
- Mozilla Firefox o Midori (Dipende dalla versione)
- Alsa mixer, lettore audio e CD ripper / encoder
- Chat, e-mail e client FTP
- Server e client SSH (Dropbear)
- Motore di database (SQLite)
- Strumenti per l'incisione, l'editing di CD o DVD
- Desktop elegante (JWM o Openbox o Xfce)
- Più di 2.900 pacchetti

## Storico rilasci
| Version1 | Data rilascio   | Stabilità                 |
| -------- | --------------- | ------------------------- |
| 1.0      | 23 marzo 2008   | Versione Stabile          |
| 2.0      | 16 aprile 2009  | Versione Stabile          |
| 3.0      | 28 marzo 2010   | Versione Stabile          |
| 4.0      | 10 April 2012   | Versione stabile corrente |
| 5.0 RC1  | 2 maggio 2014   | Versione preview          |
| 5.0 RC2  | 19 maggio 2014  | Versione preview          |
| 5.0 RC3  | 20 maggio 2015  | Versione preview          |
| 5.0      | 5 novembre 2017 | Rolling release           |